# Потидейски канал
Потидейският канал (на гръцки: Διώρυγα της Ποτίδαιας) е изкуствен плавателен канал на територията на Северна Гърция в дем Неа Пропонтида, област Централна Македония.

## География
През провлак в началото на полуостров Касандра на Халкидическия полуостров е прокопан Потидейският канал, който свързва двата залива на полуострова - Солунския и Торонийския. Средната дълбочина на канала е 4,5 m, промяната в дълбочината е 3,5 – 5,5 m. В 1975 година минималната дълбочина на канала е 2,8 m.

## История
Името на канала идва от намиращата се наблизо древногръцка колония Потидея, по-късно Касандрия, а днес Неа Потидея. Произходът на канала не е напълно изяснен. Страбон споменава Потидейския канал в своята „География“, което показва, че каналът със сигурност съществува в I век пр. Хр. От друга страна Херодот, който описва Ксерксовия канал, не споменава нищо за Потидейския канал в V век пр. Хр. Тукидид, който описва Пелопонеската война и ролята на Потидея, също не споменава Потидейския канал. Други източници за съществуването на канала към IV век пр. Хр. също не са открити.
В 1821 година по време на Халкидическото въстание гръцките въстаници възстановяват замъка на Портес и разчистват Потидейския канал. В 1930 година каналът е възстановен по различно трасе с дължина 1250 m и ширина 40 m.